# Sant Julià de Ramis
Sant Julià de Ramis est une commune de la province de Gérone, en Catalogne, en Espagne dans la comarque de Gironès.